# Jean-Baptiste Mortaize
Jean-Baptiste Mortaize oder Joseph-Casimir Mortaize (* 27. März 1798 in Rabat-les-Trois-Seigneurs, Frankreich; † 15. Januar 1870 in der Kartause Certosa di Pavia, Italien) war ein französischer Kartäuser, der von 1831 bis 1863 Prior der Grande Chartreuse und 61. Generalminister des Kartäuserordens. Er baute den Orden nach den Wirren der Französischen Revolution und des Ersten Kaiserreiches wieder auf.
Joseph-Casimir Mortaize war das zweite von vier Kindern von Etienne Mortaize und Anne Rousse. Sein Pfarrer gab ihm ersten Unterricht in Latein. Kurze Zeit später ging er in das Collège in Pamiers und danach in das Priesterseminar in Toulouse.
Nach seiner Diakonweihe trat er am 9. April 1824 in die Grande Chartreuse ein. Am 24. Juni 1824 legte er seine Gelübde ab. Ihm wurde unter anderem die Ausbildung in Theologie und der Postulanten übergeben. Im Dezember 1825 wurde er zum Priester geweiht. 1827 wurde er Novizenmeister und 1829 Vikar. Generalminister Benoît Nizzatti konnte sich aus gesundheitlichen Gründen nicht länger Grande Chartreuse aufhalten, sondern lebte in der Chartreuse de Currière. Während seiner Abwesenheit vertrat Mortaize ihn. Nach Nizzattis Tod am 6. Oktober 1831 wurde Mortaize zum Prior der Grande Chartreuse und Generalminister des Ordens gewählt.
Als er die Leitung der Grand Chartreuse übernahm, litt die Gemeinschaft am hohen Alter der Ordensleute, unter den verschiedenen Bräuchen, die die Ordensleute aus ihren Ursprungsklöstern, aus denen sie vertrieben wurden, mitbrachten, und der Unterbrechung des religiösen Lebens während der Ersten Republik und dem ersten Kaiserreich. Noch am Tag seiner Installation begann er mit der Arbeit und forderte die strikte Einhaltung der Ordensregeln.

„Statut, tout le Statut, rien que le Statut“

Jean-Baptiste Mortaize bat Rom um die notwendigen Dispensen für die Durchführung eines Generalkapitels. Am 2. Juli 1837 fand nach fast einen halben Jahrhundert wieder ein Generalkapitel statt.
In seiner Amtszeit wurde 1840 der Chartreuse-Likör entwickelt, der bis heute eine wichtige wirtschaftliche Grundlage für den Orden ist.
1843 wurde die Chartreuse de Montrieux wiedererrichtet und 1844 die Chartreuse du Reposoir. In Italien wurde die Chartreuse de Pavie, die durch Kaiser Joseph II. aufgelöst wurde, wiedererrichtet.
Als die Dörfer Saint-Pierre-de-Chartreuse und Saint-Laurent-du-Pont 1845 und 1854 brannten, unterstützte das Kloster die Bewohner beim Wiederaufbau und gab ihnen Obdach.
1852 wurde in Montauban ein Kartäuserinnenkloster gegründet. Die Kartause in Turin wurde 1854 aufgelöst. Die Chartreuse de Portes wurde 1855 wiedererrichtet, 1858 in Vauclaire, Frankreich, und 1858 in Valsainte, Schweiz.
Fast während seiner ganzen Amtszeit bat er das Generalkapitel, dass sie seinen Rücktritt annehmen. Mehrfach wandte er sich mit der Bitte auch an Rom. Am 16. Februar 1863 trat er zurück und zog sich in die Kartause Pavia zurück. Dort starb er auch 1870.